# Şükriye Sultan
Şükriye Sultan (24. února 1906 Istanbul – 1. dubna 1972 Istanbul) byla osmanská princezna, dcera dědice trůnu Şehzade Yusuf Izzeddin a vnučka sultána Abdulazize.

## Mládí
Şükriye Sultan se narodila 24. února 1906 v paláci Çamlıca. Jejím otcem byl Şehzade Yusuf Izzeddin a matkou konkubína Leman Hanim. Byla druhým dítětem a nejstarší dcerou svého otce a nejstarším dítětem své matky. Měla dva mladší sourozence – o dva roky mladšího bratra Şehzade Mehmed Nizameddin a o deset let mladší sestru Mihrişah Sultan. Byla vnučkou sultána Abdulazize a jeho manželky Dürrünev Kadınefendi.

## První manželství
Şükriye Sultan se provdala za svého bratrance Şehzade Mehmed Şerefeddina, syna Şehzade Selim Süleymana a vnuka sultána Abdulmecida v roce 1923 v paláci Nişantaşı. Po vyhnání do exilu v roce 1924 se přestěhovali do Bejrútu, kde se v roce 1927 rozvedli.

## Druhé manželství
Po rozvodu se přestěhovala do Káhiry, kdy se provdala za Ahmad Al-Jaber Al-Sabaha, desátého vládce Kuvajtu.

## Třetí manželství
Po dalším rozvodu v roce 1949 se provdala za Mehmed Şefik Ziyu, amerického občana turecko-kyperského původu.
V roce 1952, kdy byla pro princezny zrušena povinnost žít v exilu, se spolu s manželem a sestrou vrátila do Istanbulu. Zde se usadila v paláci Çamlıca. Mehmed Şefik se v roce 1970 oženil s Neslişah Sultan, dcerou Şehzade Mehmed Abdülkadira. Ovdověla ještě téhož roku.

## Smrt
Şükriye zemřela 1. dubna 1972 ve věku 66 let a byla pohřbena v mauzoleu svého pradědečka, sultána Mahmuda II., v Istanbulu.